# Diego Rodríguez (zapaśnik)
Diego da Silva „Bolonha” Rodríguez (ur. 6 października 1986) – brazylijski zapaśnik walczący w stylu wolnym. Zajął 23. miejsce na mistrzostwach świata w 2009. Siódmy na mistrzostwach panamerykańskich w 2009. Srebrny medalista igrzysk Ameryki Południowej w 2010 i brązowy w 2006. Mistrz Ameryki Południowej w 2009 roku.